# Биснага
Бисна́га (исп. biznaga) — один из символов Малаги, представляет собой букетик из цветов жасмина в форме шара, который продают на улицах города летом. Цветки жасмина фиксируются ещё не раскрывшимися на основе из сухой ветки чертополоха, заготавливаемого заранее. Уличные торговцы жасминовыми букетиками называются биснагеро. Считается, что в жаркие летние ночи биснага отпугивает комаров. Главный приз Малагского кинофестиваля — «Золотая биснага».